# Шипка (Шолданештський район)
Шипка (рум. Șipca) — село в Шолданештському районі Молдови. Утворює окрему комуну.

## Населення
За даними перепису населення 2004 року у селі проживали 756 осіб.
Національний склад населення села:
| Національність   | Кількість осіб | Відсоток     |
| ---------------- | -------------- | ------------ |
| молдавани румуни | 748 1          | 98,9 % 0,1 % |
| росіяни          | 7              | 0,9 %        |
| Всього           | 756            | 100 %        |